# Iziko Museums of South Africa

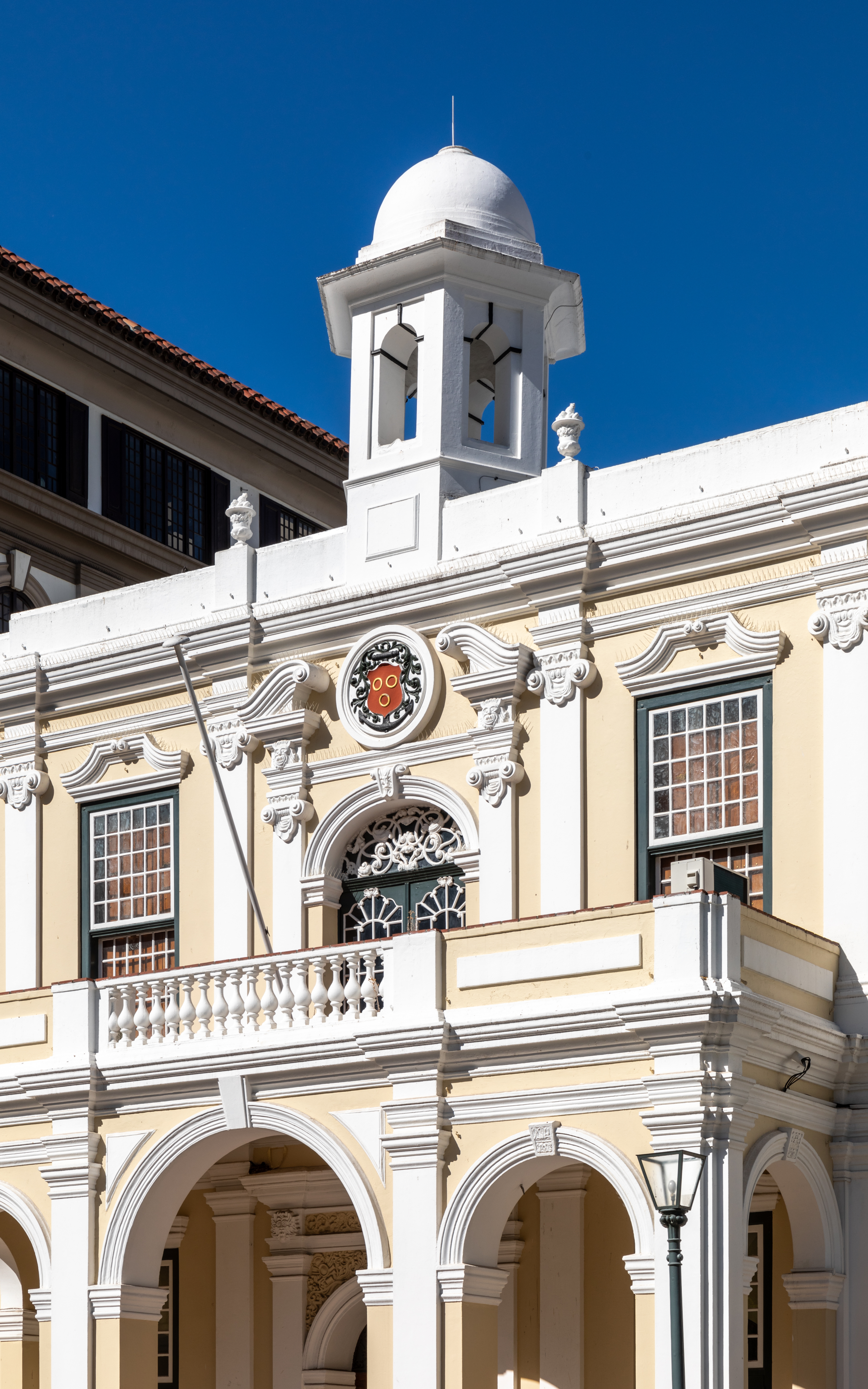
Iziko Old Town House Museum, Cape Town, Westkap, Südafrika (2024)

Der nationale Museumsverbund Iziko Museums of South Africa umfasst 11 Einrichtungen in Kapstadt und zählt zu den bedeutendsten öffentlichen Kultureinrichtungen Südafrikas. Die Museen verfügen über umfangreiche Sammlungen. Die Museumsbestände enthalten Zeugnisse der Natur- und Sozialgeschichte des Landes sowie Kunstsammlungen von überragender Bedeutung. Alle Museumsgebäude zählen auch von ihrer äußeren Gestalt oder städtebaulichen Stellung zu den geschichtlichen und architektonischen Sehenswürdigkeiten in Kapstadt.
Die 11 Museumseinrichtungen sind:
- Iziko South African Museum (erbaut um 1825, Museumszweckbau im Company’s Garden)
- Castle of Good Hope (erbaut 1666–1679, historische Befestigungsanlagen aus der Gründungszeit von Kapstadt, Ausstellungsort der Kunstsammlung William Fehr Collection)
- Social History Centre (erbaut um 1905, ehemaliges Versicherungsgebäude – National Mutual Building – Entwurf von Francis Masey (1861–1912) und Herbert Baker, später für das South African Cultural History Museum genutzt, beherbergt ur- und frühgeschichtliche, indigene sowie koloniale Zeugnisse)
- South African National Gallery Annexe (erbaut um 1867 als St. Aloysius’ Primary School, nun Ergänzungsbereich für Ausstellungen, Workshops und andere Programme der Abteilung für Bildung und öffentliche Programme für Kunsterziehung)
- Iziko South African National Gallery (ständiger Ausstellungsstandort der Südafrikanischen Nationalgalerie)
- Slave Lodge (eines der ältesten Gebäude in Kapstadt, vormals für verschiedene öffentliche Funktionen genutzt)
- Rust en Vreugd (erbaut um 1777–1778, Wohnhaus eines ehemaligen VOC-Beamten, später Lehrerseminar der DRC)
- Planetarium and Digital Dome (moderner Bau, Digitales Planetarium)
- Old Town House (erbaut 1755 im kapländischen Rokokostil, ehemaliges Rathaus in Kapstadt, später Ort der Kunstsammlung Michaelis Collection)
- Koopmans-de Wet House (erbaut seit 1699, später erstes Museum zur europäischen Wohnkultur in Südafrika)
- Bo-Kaap Museum (erbaut Mitte 18. Jahrhundert, Gebäude im Stadtteil Bo-Kaap)
- Bertram House (um 1839 erbaut, Ziegelbau im Georgianischen Architekturstil)
- Groot Constantia (Weingut im Süden von Kapstadt)